# Paranormal (Album)
Paranormal ist das 2017 veröffentlichte 27. Studioalbum und 20. Soloalbum des US-amerikanischen Hard-Rocksängers Alice Cooper.

## Hintergrund
Es handelt sich um das erste Studioalbum von Alice Cooper seit dem 2011er Album Welcome 2 My Nightmare. In der Zwischenzeit war Alice Cooper meist mit den Hollywood Vampires unterwegs, mit denen er 2015 ein Livealbum veröffentlichte. Das Album entstand schließlich ab Dezember 2016. Zu diesem Zeitpunkt entstanden die ersten Demoaufnahmen. Bob Ezrin war als Musikproduzent beteiligt.
Am 6. Mai 2017 erschien über die Plattenfirma earMusic ein 18-sekündiges Video, das aus statischem Rauschen bestand, bei dem jedoch auch Alice Cooper kurz zu sehen war. Am Ende wurde der Videoname 07282017 eingeblendet, was schließlich das Veröffentlichungsdatum des Albums war. Nun äußerte sich Alice Cooper in Interviews zum neuen Album und gab Einblick in die umfangreiche Gästeliste. Es folgte ein zweites kryptisches Video namens retsaf (rückwärts für faster, dt. schneller). Es enthielt die Textzeile „Everybody's got something hiding, in the back of their mind“, eine Zeile aus Paranoiac Personality jedoch als Backward Masking. Hinzu kam ein Binärcode, der übersetzt „07282017 this channel is being possessed by something paranormal“ (dt. „07282017 Dieser Kanal ist von etwas Paranormalen besessen“). Im Video wird auch das Veröffentlichungsdatum als Morsecode wiederholt.
Am 29. Juni 2017 stellte Alice Cooper das Album der Presse im Andaz Hotel in London vor und gab im Anschluss ausgewählten Pressevertretern ein Interview. Auf YouTube erschienen außerdem eine Reihe von Videos, in denen Alice Cooper über jeden Song sprach.

## Besetzung
Das Album enthält drei Songs, die von der klassischen Besetzung der Band Alice Cooper (Neal Smith, Dennis Dunaway und Michael Bruce, jedoch ohne Glen Buxton, der 1997 starb) gespielt wurden. Dabei handelt es sich um die Tracks Rats, Genuine American Girl und You and All of Your Friends, wobei die letzten beiden lediglich als Bonustrack vertreten waren. Ungewöhnlich war zudem, dass das Album fast ausschließlich von Gastmusikern eingespielt wurde. Am Album beteiligt waren Larry Mullen Jr. von U2, Roger Glover von Deep Purple, Billy Gibbons von ZZ Top. Ebenfalls wirkte der schwedische Gitarrist und Sessionmusiker Tommy Denander mit. Die eigentlichen Alice-Cooper-Bandmitglieder Ryan Roxie, Chuck Garic, Geln Sobel und Nita Strauss waren am Album kaum beteiligt.

## Titelliste
Das Album erschien als Doppel-CD, wobei CD1 die 10 Tracks des Albums enthält, während CD 2 zwei Bonustracks und sechs Livesongs, mitgeschnitten am 6. Mai 2016 in Columbus (Ohio) enthält. Das Album erschien außerdem als Doppel-LP, wobei dort die Bonustracks fehlen und die Livesongs als CD beigelegt wurden.
| No. | Titel                    | Autoren                                                                                          | Länge |
| --- | ------------------------ | ------------------------------------------------------------------------------------------------ | ----- |
| 1.  | Paranormal               | Alice Cooper, Tommy Denander, Roger Glover, Bob Ezrin                                            | 4:11  |
| 2.  | Dead Flies               | Cooper, Denander, Ezrin                                                                          | 2:22  |
| 3.  | Fireball                 | Dennis Dunaway, Cooper                                                                           | 4:49  |
| 4.  | Paranoiac Personality    | Cooper, Denander, Ezrin, Tommy Henriksen                                                         | 3:12  |
| 5.  | Fallen in Love           | Cooper, Denander, Ezrin, Henriksen                                                               | 3:34  |
| 6.  | Dynamite Road            | Cooper, Denander, Ezrin                                                                          | 2:43  |
| 7.  | Private Public Breakdown | Cooper, Parker Gispert, Ezrin                                                                    | 3:26  |
| 8.  | Holy Water               | Cooper, Stanley Demaree, Duston Monyhan, Tim Bernauer, Malcolm McLaughlin, Lewis Richards, Ezrin | 3:08  |
| 9.  | Rats                     | Cooper, Henriksen, Ezrin                                                                         | 2:39  |
| 10. | The Sound of A           | Cooper, Dunaway                                                                                  | 4:07  |

| No. | Titel                       | Autoren                   | Länge |
| --- | --------------------------- | ------------------------- | ----- |
| 11. | Genuine American Girl       | Cooper, Neal Smith, Ezrin | 4:27  |
| 12. | You and All of Your Friends | Cooper, Dunaway, Ezrin    | 2:41  |

| No. | Titel                 | Autoren                                          | Länge |
| --- | --------------------- | ------------------------------------------------ | ----- |
| 13. | No More Mr. Nice Guy  | Alice Cooper, Michael Bruce                      | 3:10  |
| 14. | Under My Wheels       | Bruce, Dennis Dunaway, Bob Ezrin                 | 2:56  |
| 15. | Billion Dollar Babies | Cooper, Bruce, Reggie Vinson                     | 3:38  |
| 16. | Feed My Frankenstein  | Mark Manning, Ian Richardson, Nick Coler, Cooper | 5:01  |
| 17. | Only Women Bleed      | Cooper, Dick Wagner                              | 5:08  |
| 18. | School's Out          | Cooper, Glen Buxton, Bruce, Dunaway, Neal Smith  | 6:06  |

## Coverartwork
Das Album zeigt Alice Cooper in einer Fotomontage als doppelköpfigen siamesischen Zwilling in seinem traditionellen Makeup. Im Booklet finden sich Musikerporträts und ein düsterer Wald mit einem Porträt von Alice Cooper. Die Schrift ist als eine Art Blutschmiererei umgesetzt.

## Singleauskopplungen
Paranoiac Personality feierte sein Debüt am 8. Juni 2017 in der Chris Evans Breakfast Show und wurde dann auf Planet Rock gespielt. Die eigentliche Single erschien am 9. Juni 2017. Die digitale Single enthielt eine Liveversion von I'm Eighteen, mitgeschnitten in Dallas. Etwas später erschien auch eine 7″-Version auf weißem Vinyl.
Zu Paranormal erschien am 14. Juli 2017 ein Lyric Video.
Im Februar 2018 erschien The Sound of A als 10″-LP und CD-EP. Sie enthielt die Livesongs The Black Widow, Public Animal #9, Is It My Body und Cold Ethyl, die am 6. Mai 2016 in Columbus (Ohio) mitgeschnitten wurden. Auch ein Musikvideo wurde zu The Sound of A veröffentlicht.

## Songinfos
Fireball wurde von Dennis Dunaway für sein 2011er Dennis Dunaway Project mit Sänger Rick Tedesco geschrieben. Es erschien bereits auf Tedescos Album A Light in the Attic (2011) und wurde von Cooper umgeschrieben.
The Sound of A basiert auf einem der ersten Songs von Alice Cooper, den er 1968 mit Dennis Dunaway geschrieben und aufgenommen hat. Das Tape entdeckte Dunaway wieder und spielte es Cooper vor. Dieser fand es auf Grund seines an Pink Floyd erinnernden Sound als perfekt für das Album.
Holy Water ist eine Coverversion der Band Villebillies aus Louisville, Kentucky.
Genuine American Girl basiert auf dem Song Red Blooded American Girl von 1979, den Neal Smith und Dennis Dunaway für die Post-Alice-Cooper-Band Flying Tigers geschrieben hatten.

## Musikstil
Musikalisch bietet das Album die typischen Musikmerkmale von Alice Cooper aus allen Schaffensphasen. Durch die drei Songs der alten Besetzung sowie die Liveaufnahmen in der klassischen Besetzung befinden sich die 1970er Anfänge auf dem Album. Mit Billy Gibson entstand der Bluesrock-Track Fallen in Love und mit Roger Glovers Arbeit am Titeltrack wird dem Psychedelic Rock Tribut gezollt. Andere Songs bauen auf dem Punk und härterem Rock auf und mit Holy Water findet sich auch ein Big-Band-Sound auf dem Album.
Im Gegensatz zu früheren Alben handelt es sich nicht um ein Konzeptalbum und auch der Horror steht diesmal nicht im Vordergrund.

## Mitwirkende

### Studioalbum
- Alice Cooper – Gesang (alle Songs), Hintergrundgesang (Song 7)
- Tommy Denander – Gitarre (alle Songs), Koproduzent
- Tommy Henriksen – Gitarre (alle Songs), Backing Vocals (alle Songs), Perkussion (Songs 4, 6 und 9), Soundeffekte (Song 4, 6, 9 und 10), Keyboards (Song 9), Koproduzent
- Larry Mullen Jr. – Schlagzeug (Songs 1–8 und 10)
- Bob Ezrin – Produzent, Keyboards (Songs 1 und 9), Orgel (Songs 3 und 10), Soundeffect (Song 4), Backing Vocals (Song 7)
- Roger Glover – Bass (Song 1)
- Billy Gibbons – Gitarre (Song 5)
- Jimmy Lee Sloas – Bass (Songs 2 und 4–8)
- Dennis Dunaway – Bass (Songs 3, 9 und 10)
- Parker Gispert – Gitarre (Song 7), Backing Vocals (Song 7)
- Steve Hunter – Leadgitarre (Song 8, 11 und 12)
- Demi Demaree – Backing Vocals (Songs 8 und 10)
- Johnny Reid – Backing Vocals (Songs 8 und 10)
- Jeremy Rubolino – Horn (Song 8)
- Adrian Olmos – Horn (Song 8)
- Chris Traynor – Horn (Songs 8)
- Michael Bruce – Gitarre (Song 9)
- Neal Smith – Schlagzeug (Song 9)
- Nick Didkovsky – Gitarre (Songs 3 und 10)

### Bonustitel mit Originalmitgliedern
- Michael Bruce – Gitarre
- Neal Smith – Schlagzeug
- Dennis Dunaway – Bass
- Steve Hunter – Gitarre (Song 11), Leadgitarre (Song 12)
- Bob Ezrin – Keyboards (Song 11), Backing Vocals (Song 11)
- Tommy Denander – Gitarre (both Songs)
- Nick Didkovsky – Gitarre (Song 12)
- Tommy Henriksen – Backing Vocals (Song 12)

### Bonustitel live in Columbus
- Chuck Garric – Bass, Backing Vocals
- Nita Strauss – Gitarre, Backing Vocals
- Glen Sobel – Schlagzeug
- Tommy Henriksen – Gitarre, Backing Vocals
- Ryan Roxie – Gitarre, Backing Vocals

## Rezeption

### Rezensionen
Mark Deming von AllMusic schrieb: "Paranormal isn't the return to form one might have hoped for, but it's no embarrassment either und Cooper appears to be having a grand time while giving his fans a good show for their dollar." Er vergab 3,5 von fünf Sternen.
Im Metal Hammer vergab Frank Thießies 6 von 7 Punkten. Er zeigte sich vor allem begeistert von den drei Tracks der alten Besetzung sowie dem Titeltrack. Er kritisierte jedoch das etwas unausgegorene Konzept, das „ätzende Album-Cover“ und die „seltsame Partitionierung der Songs“.
Auf Metal.de schrieb der Rezensent: „Schlussendlich ist Paranormal ein Album, welches einerseits gewohnt gute Songs im Garage-Rock-Gewand bietet, auf dem aber andererseits auch kein wirklicher Überhit zu identifizieren ist. Doch warum sollte man auch auf neue Megahits pochen, wenn es schon genug aus dem Spukhaus des Horrormeisters gibt? Somit sind die sechs Liveaufnahmen auf der Bonus-CD nämlich alles andere als mediokre Beigabe, sondern runden das Album ab und machen Lust auf COOPERs berüchtigtes Live-Entertainment.“
Birgit Fuß kritisierte das Album im Rolling Stone: „Seine Alben sind auch noch okay, viel mehr leider nicht. Bob Ezrin bügelt die Lieder zu glatt, oft sogar die Stimme. Standard-Rocksongs wie Paranoiac Personality oder Genuine American Girl gehen zwar sofort ins Ohr, aber auch schnell wieder raus. Und vorsichtshalber hat Alice ein paar Live-Versionen seiner Hits dazugepackt, was nie eine gute Idee ist.“

### Chartplatzierungen
| ChartsChartplatzierungen       | Höchstplatzierung | Wochen |
| ------------------------------ | ----------------- | ------ |
| Deutschland (GfK)              | 4 (6 Wo.)         | 6      |
| Österreich (Ö3)                | 8 (5 Wo.)         | 5      |
| Schweiz (IFPI)                 | 3 (4 Wo.)         | 4      |
| Vereinigtes Königreich (OCC)   | 6 (3 Wo.)         | 3      |
| Vereinigte Staaten (Billboard) | 32 (1 Wo.)        | 1      |